# Tito Sarrocchi
Tito Sarrocchi (Siena, 5 de enero de 1824-Siena, 30 de julio de 1900) fue un escultor y especialista en conservación y restauración de obras de arte italiano.

## Biografía
Comenzó a esculpir en mármol en el taller de restauración de la catedral de Siena bajo la dirección de Antono Manetti (1805–1887). Tomó clases en la Academia de Bellas Artes de Florencia y posteriormente ingresó en el taller de Giovanni Dupré, del que no solo fue alumno sino también colaborador y amigo. Aunque su ámbito de trabajo se desarrolló en Siena, por su propia elección, sus obras no solo fueron demandadas localmente, sino también en Génova, Módena, Nápoles y Alejandría. Fue uno de los exponentes del purismo, junto a otros sieneses como Cesare Maccari, Alessandro Franchi y Luigi Mussini.

## Obras
- 1852 - Baccante.

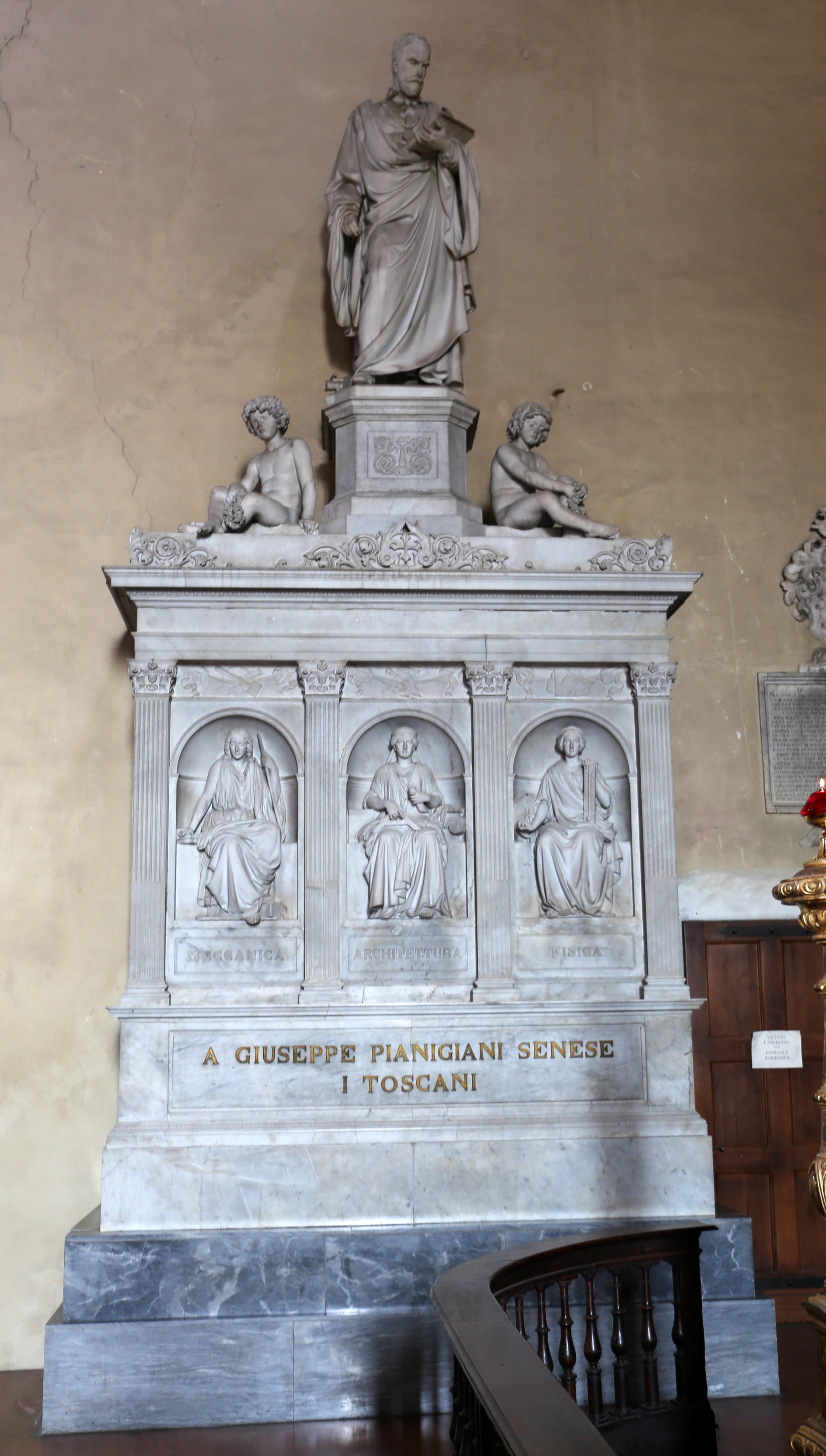
Monumento a Giuseppe Pianigiani, en la Basílica de Santo Domingo, en Siena.

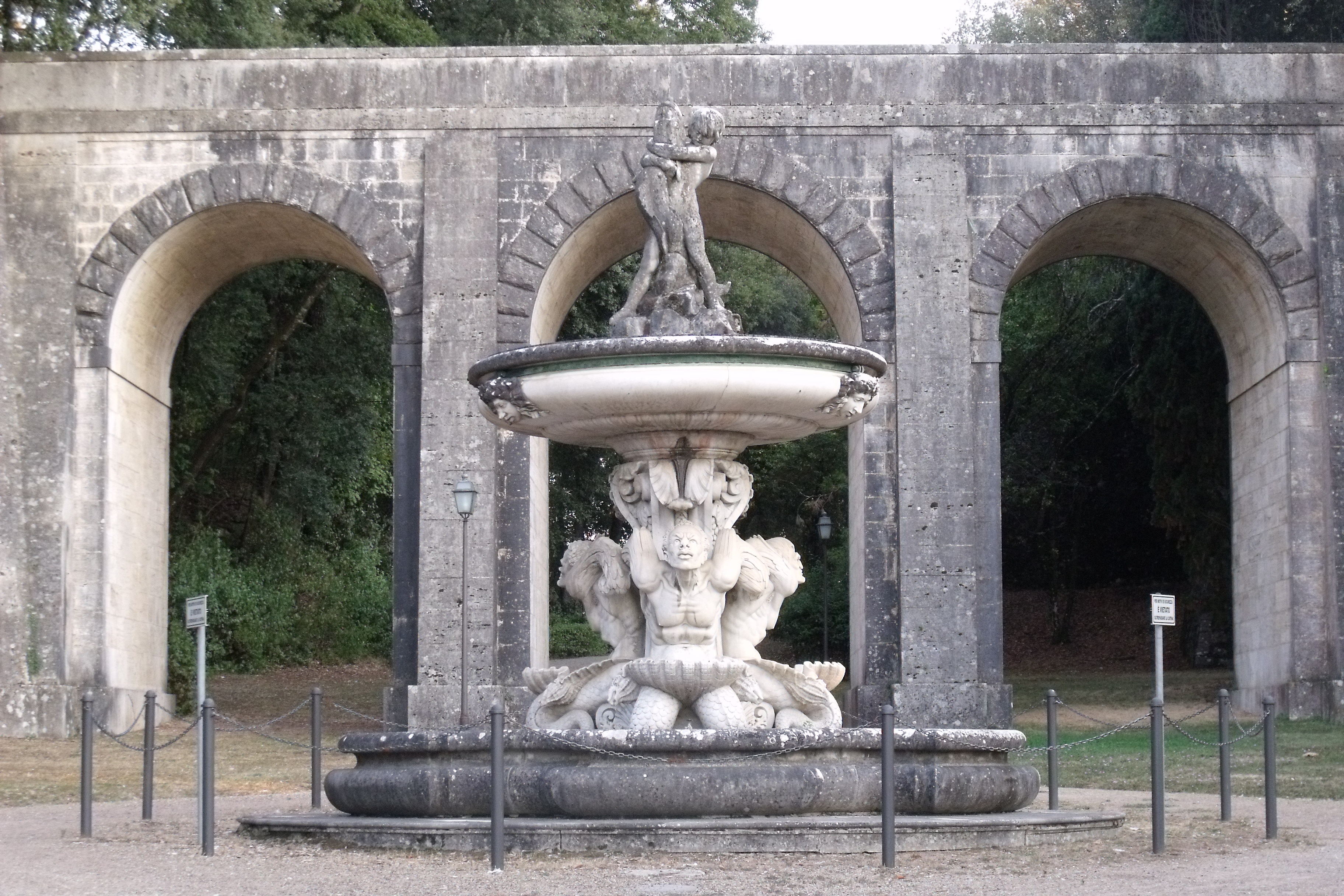
Fuente de agua en la villa Chigi Saracini, en Castelnuovo Berardenga.

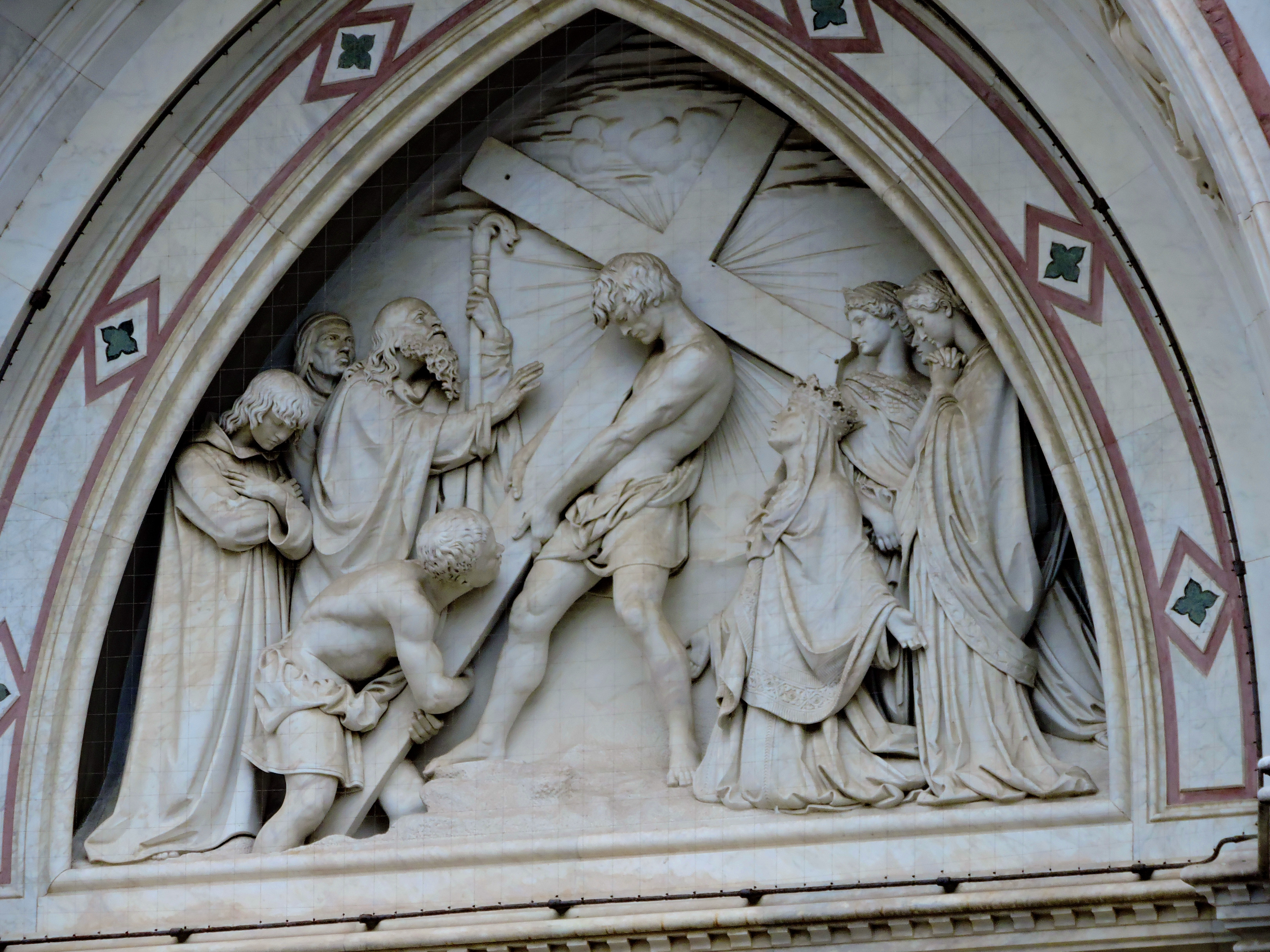
Ritrovamento della Croce, en la Basílica de la Santa Cruz, Florencia.

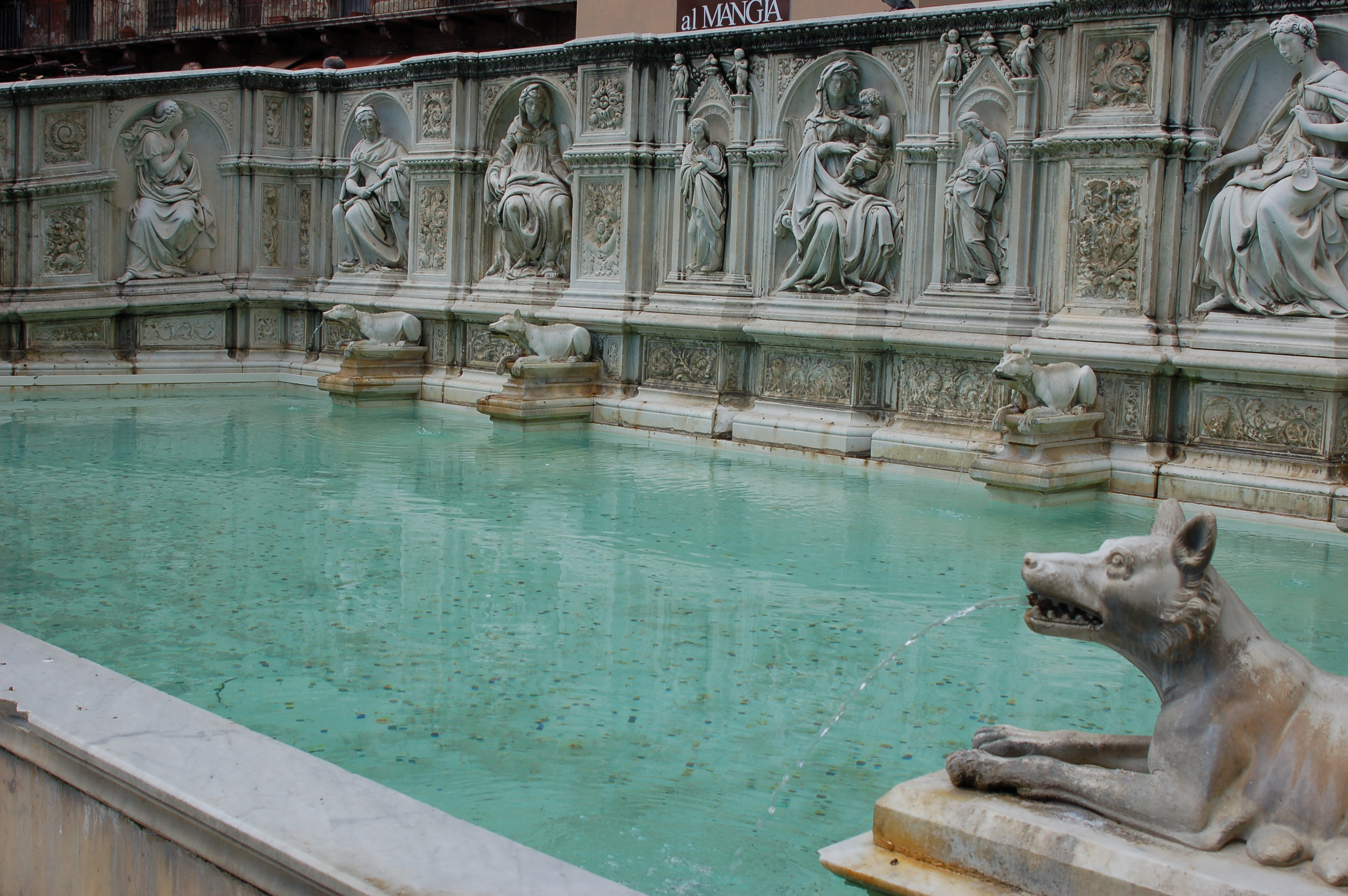
Fuente Gaia, en la Piazza del Campo, en Siena.

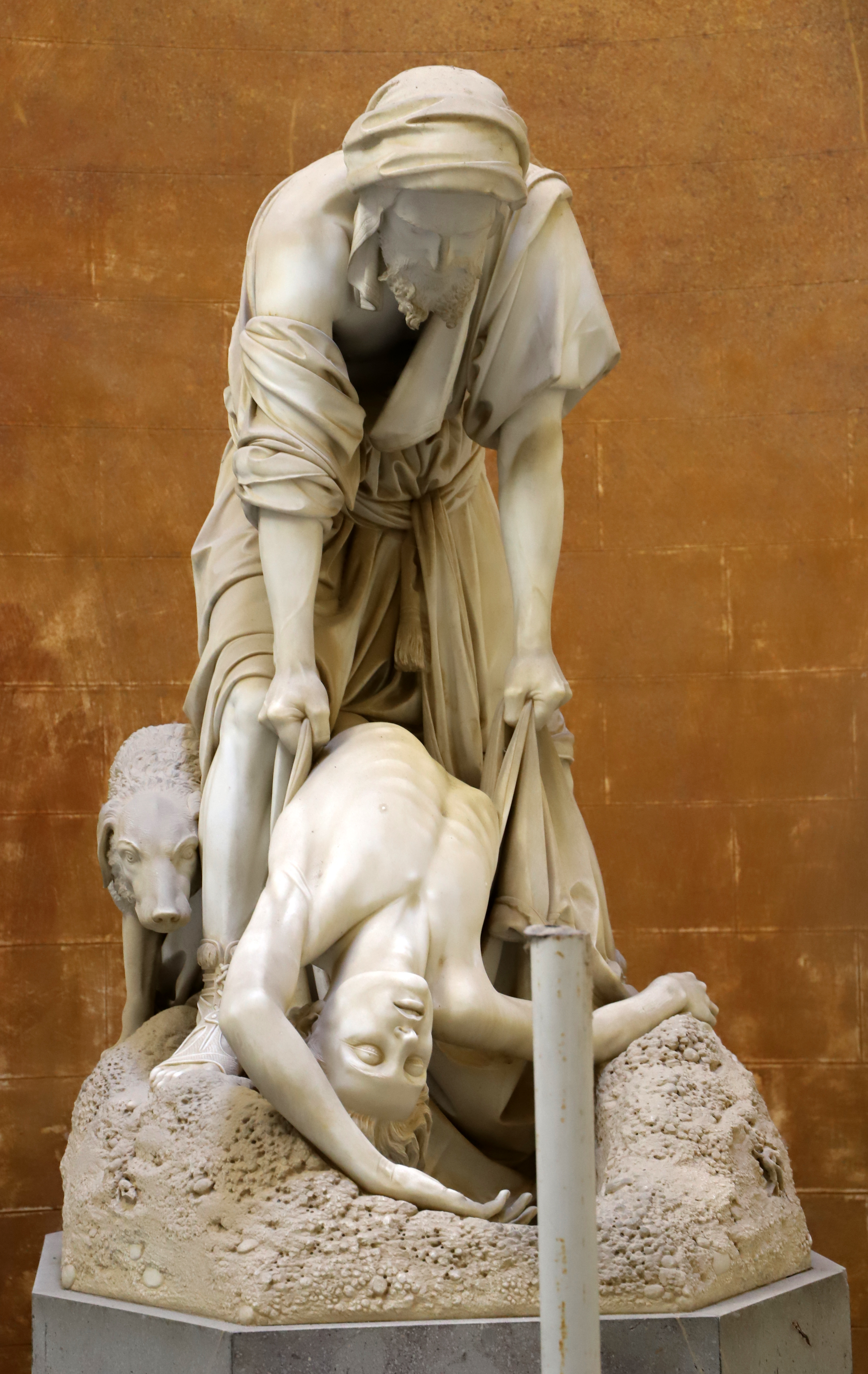
Tobia seppellisce i morti, en el Camposanto de la Misericordia, Siena.

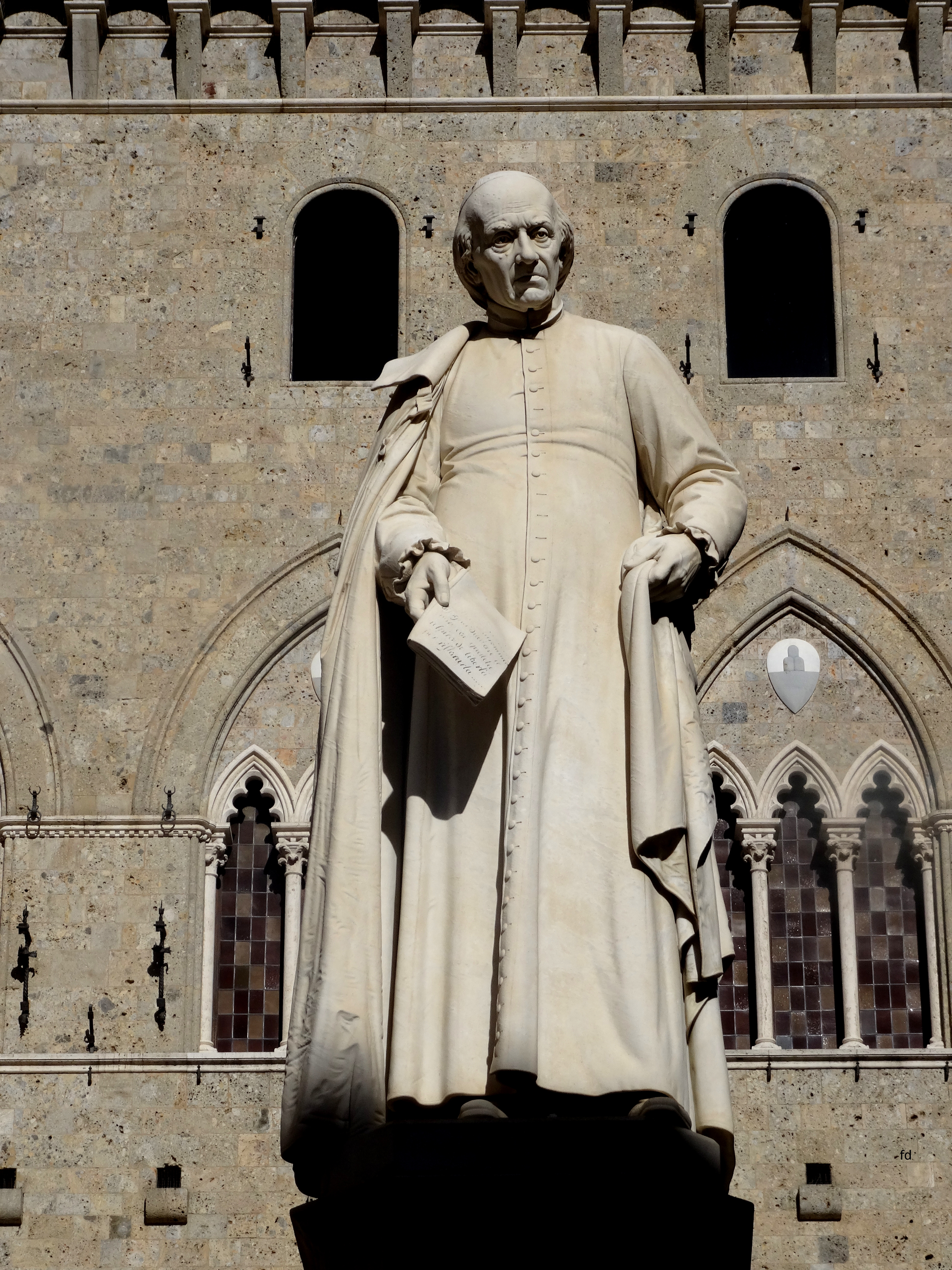
Monumento a Sallustio Bandini, en la plaza Salimbeni, Siena.

- 1858 - Monumento a Giuseppe Pianigiani. Obra en honor al ingeniero y físico sienés que proyectó el primer tramo de vía férrea entre Siena y Empoli, inaugurado en 1850. Sarrocchi terminó esta escultura tras el fallecimiento del escultor Enea Becheroni, a quien había sido encargada. El monumento es de mármol blanco sobre un zócalo oscuro del mismo material, con dos putti sentados a ambos lados de la pequeña columna donde se apoya la estatua de Pianigiani; en el dado están representadas la Mecánica, la Arquitectura y la Física por tres figuras femeninas en bajorrelieve. En la parte inferior, la inscripción en letras doradas dice: «A Giuseppe Pianigiani sienés/ los toscanos». Ubicado en la Basílica de Santo Domingo, en Siena.[4]
- c. 1860 - Michelangelo (o Michelangiolo), estatua de mármol en honor a Miguel Ángel Buonarrotti, encargada por Alessandro Saracini —mecenas de muchos artistas de la época, como Dupré, Maccari y el mismo Sarrocchi— para ser ubicada en su villa de Castelnuovo Berardenga donde también hay una fuente de agua realizada por el artista. Giovanni Dupré fue el autor de la inscripción al pie del Michelangelo.[5][6]
- 1860 - Genio della morte. Monumento funerario en la capilla Venturi-Gallerani, en el camposanto de la Misericordia en Siena.[7]
- 1860 - Le virtù teologali o Fede, Speranza e Caritá, grupo escultórico que representa a las virtudes teologales, en la capilla Tadini Buoninsegni, en el camposanto de la Misericordia, Siena.[7]
- 1864 - Baccante stanca.
- 1865 - Ritrovamento della Croce bajorrelieve en el tímpano del portal izquierdo de Basílica de la Santa Cruz. El relieve del portal central fue obra de Giovanni Dupré y el del portal de la derecha de Emilio Zocchi.[8]
- 1869 - Fuente Gaia, realizada a inicios del siglo XV por Jacopo della Quercia. La obra —realizada con mármol de la Montagnola Senese, un material que se vio afectado por el paso del tiempo— es un gran estanque de agua con un parapeto que se eleva por tres de sus lados, ricamente adornado por bajorrelieves: La creación de Adán, La expulsión del Edén, La Virgen con el Niño, entre otras. En 1858 se le encargó a Sarrocchi que hiciera una réplica en mármol de Carrara de los paneles; once años después el escultor terminó el trabajo. En el complejo museístico de Santa Maria della Scala se conservan las obras originales de Della Quercia y los vaciados y moldes de yeso de Sarrocchi. Situada en la Piazza del Campo, en Siena.[9][10]
- 1873 - Tobia seppellisce un morto, escultura cuyo modelo en yeso fue premiado en la Exposición Universal de Viena, en la que también presentó Il pescatorello, una pequeña escultura en mármol.[1][11]
- 1873 - Restauración del púlpito de la catedral de Pisa, obra realizada por Giovanni Pisano entre 1301 y 1310 como reemplazo del construido por el escultor Guglielmo (1157-1162).[12]
- 1878 - Visione di Ezechiele, en la capilla Placidi en el Camposanto de la Misericordia, Siena. El modelo en yeso   participó en la Exposición Nacional Italiana de1881 en Milán junto a Cacciatorello, una pequeña escultura, y Vescovo traversi, una estatua en yeso.  Una copia de la Visione se encuentra en el cementerio monumental de Staglieno en Génova.[7][13]
- 1879 - Monumento a los caídos por la independencia italiana, en el bulevar de la avenida Fruschelli en el barrio de San Próspero, Siena. Inicialmente había sido emplazado en la plaza Independencia y luego trasladado en 1958. Muestra una figura femenina que representa a Italia, con un cetro en una mano, en la otra una corona y a sus pies un león moribundo.[14][15]
- 1880 - Monumento a Sallustio Bandini, archidiácono, político y economista italiano (1677-1760). Escultura en mármol que se encuentra en la plaza Salimbeni, Siena, entre los palacios Tantucci, Salimbeni y Spannocchi; en este último está la sede de la Banca Monte dei Paschi, histórica institución que encargó la obra en 1878.